# Enchastrayes
Enchastrayes (okzitanisch Enchastraia) ist eine französische Gemeinde mit 397 Einwohnern (Stand 1. Januar 2022) im Département Alpes-de-Haute-Provence in der Region Provence-Alpes-Côte d’Azur. Sie gehört zum Arrondissement Barcelonnette und zum Kanton Barcelonnette. Die Bewohner nennen sich Enchastrayens.
Sie grenzt im Norden an Faucon-de-Barcelonnette, im Osten an Jausiers, im Süden an Uvernet-Fours und im Westen an Barcelonnette.  

## Bevölkerungsentwicklung
| Jahr      | 1962 | 1968 | 1975 | 1982 | 1990 | 1999 | 2008 | 2014 |
| --------- | ---- | ---- | ---- | ---- | ---- | ---- | ---- | ---- |
| Einwohner | 301  | 322  | 365  | 437  | 474  | 504  | 427  | 390  |